# Gonçalo Oliveira
Gonçalo Oliveira (Porto, 17 febbraio 1995) è un tennista portoghese naturalizzato venezuelano.
Ha ottenuto i suoi migliori risultati in doppio, specialità nella quale ha vinto diversi titoli Challenger e ITF e ha raggiunto la 77ª posizione nel ranking ATP nell'agosto 2020. In doppio vanta inoltre due semifinali nel circuito ATP. In singolare non è andato oltre ad un titolo Challenger nel 2024 e alcuni titoli nel circuito ITF.

## Carriera
Diventa professionista nel 2012, ma ottiene il primo titolo nei tornei Futures soltanto nel 2014 in doppio e nel 2016 in singolare.
Dopo quattro sconfitte in finale, nel 2018 vince il primo torneo Challenger a Ostrava insieme a Attila Balázs, avendo la meglio su Lukáš Rosol e Serhij Stachovs'kyj. Nello stesso anno ottiene altri tre titoli Challenger in doppio e sfiora in singolare la partecipazione al tabellone principale del Roland Garros, dove viene eliminato al terzo e ultimo turno di qualificazione dall'australiano Bernard Tomić.
Nel 2019 vince altri quattro tornei Challenger in doppio, di cui due (Samarcanda e Vicenza) in coppia con Andrėj Vasileŭski, con cui perde anche le finali di Şımkent e Almaty. In settembre fa il suo esordio nel circuito ATP nel torneo di doppio di Zhuhai e, ancora con Vasileŭski, si spinge fino in semifinale, nella quale vengono sconfitti in due parziali da Marcelo Demoliner / Matwé Middelkoop.
Il 2020 inizia positivamente, con tre finali Challenger in doppio in tre mesi prima dello stop forzato delle competizioni a causa della pandemia di COVID-19; in particolare viene sconfitto a Drummondville e si aggiudica il titolo a Dallas e a Monterrey, uno degli ultimi tornei completati prima della sospensione. Al rientro in agosto perde la finale a Praga in coppia con André Göransson, risultato con cui porta il miglior ranking alla 77ª posizione. In ottobre vince il titolo a Lisbona assieme a Roberto Cid Subervi.
Nel 2021 non va oltre due semifinali Challenger in singolare. In doppio fa in marzo la sua seconda esperienza in un torneo ATP a Santiago del Cile e assieme a Göransson arriva di nuovo in semifinale. Il primo titolo stagionale in doppio arriva la settimana dopo sempre nella capitale cilena al Challenger de Santiago, questa volta in coppia con Luis David Martínez, e in giugno si impone a Prostějov assieme a Oleksandr Nedovjesov. Perde quindi le finali di Amersfoort in coppia con Sergio Galdós e di Verona con Luca Margaroli e torna al successo in ottobre al Lima Challenger II assieme a Galdós. A dicembre perde la finale di doppio al Maia Challenger I.
Il primo risultato di rilievo del 2022 è la finale raggiunta in doppio in aprile ad Aguascalientes e a ottobre vince il torneo di doppio a Lisbona in coppia con Zdeněk Kolář. Nel 2023 gioca soprattutto nei tornei ITF e conquista alcuni titoli. Nel 2025 viene sospeso provvisoriamente da parte dell'ente anti-doping, ITIA, dopo essere risultato positivo alle metanfetamine durante un controllo.

## Statistiche
Aggiornate al 24 aprile 2023.

### Tornei minori

#### Singolare

##### Vittorie (10)
| Legenda tornei minori |
| Challenger (0)        |
| Futures (10)          |

| N.  | Data             | Torneo                        | Superficie  | Avversario in finale | Punteggio        |
| 1.  | 6 settembre 2016 | Belgium F13, Arlon            | Terra rossa | Clément Geens        | 6-0, 6-3         |
| 2.  | 10 luglio 2016   | Austria F1, Telfs             | Terra rossa | Yannick Hanfmann     | 7-6(4), 3-6, 6-1 |
| 3.  | 28 maggio 2017   | Romania F2, Bacău             | Terra rossa | Sumit Nagal          | 3-6, 6-3, 6-0    |
| 4.  | 25 giugno 2017   | Hungary F5, Budapest          | Terra rossa | Peđa Krstin          | 6-2, 6-2         |
| 5.  | 3 dicembre 2017  | Tunisia F37, Hammamet         | Terra rossa | Raul Brancaccio      | 6-3, 6-2         |
| 6.  | 10 dicembre 2017 | Tunisia F38, Hammamet         | Terra rossa | Dejan Katić          | 7-6(5), 3-6, 6-3 |
| 7.  | 9 dicembre 2018  | Qatar F4, Doha                | Cemento     | Aslan Karacev        | 6-3, 7-5         |
| 8.  | 5 marzo 2023     | M25, Loule                    | Cemento     | Lucas Pouillaine     | 6-3, 6-2         |
| 9.  | 19 marzo 2023    | M25, Portimao                 | Cemento     | Akira Santillan      | 7-6(2), 6-4      |
| 10. | 16 aprile 2023   | M25, Santa Margherita di Pula | Terra rossa | Daniel Michalski     | 6-3, 6-2         |

##### Sconfitte (8)
| N. | Data             | Torneo                | Superficie  | Avversario in finale | Punteggio     |
| 1. | 14 agosto 2016   | Austria F5, Innsbruck | Terra rossa | Sebastian Ofner      | 2-6, 3-6      |
| 2. | 27 novembre 2016 | Tunisia F33, Hammamet | Terra rossa | Carlos Taberner      | 4-6, 5-7      |
| 3. | 11 dicembre 2016 | Tunisia F35, Hammamet | Terra rossa | Attila Balázs        | 2-6, 3-6      |
| 4. | 22 gennaio 2017  | Tunisia F2, Hammamet  | Terra rossa | João Domingues       | 6-2, 4-6, 3-6 |
| 5. | 12 marzo 2017    | Tunisia F9, Hammamet  | Terra rossa | Oriol Roca Batalla   | 1-6, 4-6      |
| 6. | 17 dicembre 2017 | Tunisia F39, Hammamet | Terra rossa | Miljan Zekić         | 1-4 rit.      |
| 7. | 16 dicembre 2018 | Qatar F5, Doha        | Cemento     | Tak Khunn Wang       | 3-6, 3-6      |
| 8. | 1º dicembre 2024 | Manzanillo Open       | Cemento     | Mats Rosenkranz      | 6-3, 6-4      |

#### Doppio

##### Vittorie (38)
| Legenda tornei minori |
| Challenger (14)       |
| Futures (24)          |

| N.  | Data              | Torneo                                     | Superficie    | Compagno               | Avversari in finale                              | Punteggio           |
| 1.  | 27 aprile 2014    | Italy F11, Pula                            | Terra rossa   | Albert Alcaraz Ivorra  | Lorenzo Frigerio Luca Vanni                      | 1-6, 7-5, [11-9]    |
| 2.  | 13 luglio 2014    | Austria F3, Telfs                          | Terra rossa   | Patrick Ofner          | Sabastian Bader Gavin van Peperzeel              | 6-2, 3-6, [10-7]    |
| 3.  | 14 settembre 2014 | Italy F31, Pula                            | Terra rossa   | Marcos Giraldi Requena | Federico Maccari Gianluca Mager                  | 6-3, 4-6, [6-10]    |
| 4.  | 5 ottobre 2014    | Italy F34, Pula                            | Terra rossa   | Daniele Capecchi       | Pietro Rondoni Walter Trusendi                   | 2-6, 6-1, [11-9]    |
| 5.  | 7 giugno 2015     | Slovenia F1, Maribor                       | Terra rossa   | Danylo Kalenichenko    | Rok Jarc Mike Urbanija                           | 6-4, 7-6(3)         |
| 6.  | 14 giugno 2015    | Slovenia F2, Lubiana                       | Terra rossa   | Danylo Kalenichenko    | Lucas Miedler Maximilian Neuchrist               | 7-5, 7-6(3)         |
| 7.  | 23 agosto 2015    | Netherlands F5, Oldenzaal                  | Terra rossa   | Pedro Bernardi         | Sam Barry Niels Lootsma                          | 6-2, 6-4            |
| 8.  | 13 settembre 2015 | Belgium F14, Middelkerke                   | Terra rossa   | Joran Vliegen          | Timon Reichelt George von Massow                 | 6-3, 3-6, [10-4]    |
| 9.  | 4 ottobre 2015    | France F20, Forbach                        | Sintetico (i) | Matthieu Roy           | Constantin Belot Thibault Venturino              | 6(5)-7, 6-4, [10-6] |
| 10. | 31 gennaio 2016   | Spain F1, Castelldefels                    | Terra rossa   | Tomislav Brkić         | Samuel Bensoussan Michal Schmid                  | 6-2, 3-6, [10-1]    |
| 11. | 14 febbraio 2016  | Spain F3, Paguera                          | Terra rossa   | Tomislav Brkić         | Pietro Rondoni Jacopo Stefanini                  | 6(6)-7, 6-3, [10-6] |
| 12. | 31 luglio 2016    | Austria F4, Wels                           | Terra rossa   | Sebastian Bader        | Lenny Hampel David Pichler                       | 7-5, 6-3            |
| 13. | 21 agosto 2016    | Switzerland F3, Collonge-Bellerive         | Terra rossa   | Fabien Reboul          | Antoine Bellier Hugo Nys                         | 6-3, 7-5            |
| 14. | 28 agosto 2016    | Switzerland F4, Losanna                    | Terra rossa   | Fabien Reboul          | Federico Coria Louroi Martinez                   | 7-5, 6-2            |
| 15. | 28 agosto 2016    | Switzerland F5, Sion                       | Terra rossa   | Fabien Reboul          | Federico Coria Louroi Martinez                   | 6-3, 6-3            |
| 16. | 27 novembre 2016  | Tunisia F33, Hammamet                      | Terra rossa   | Attila Balázs          | Sergio Martos Gornés Pol Toledo Bagué            | 6-4, 6-3            |
| 17. | 4 dicembre 2016   | Tunisia F34, Hammamet                      | Terra rossa   | Loic Perret            | Igor Marcondes Felipe Meligeni Rodrigues Alves   | 6-1, 3-6, [10-3]    |
| 18. | 5 marzo 2017      | Portugal F1, Vale do Lobo                  | Cemento       | Erik Crepaldi          | Viktor Durasovic Lucas Miedler                   | 1-6, 6-2, [10-5]    |
| 19. | 2 aprile 2017     | Tunisia F12, Hammamet                      | Terra rossa   | Lamine Ouahab          | Juan Ignacio Galarza Cristóbal Saavedra Corvalán | 6-1, 6-1            |
| 20. | 21 maggio 2017    | Tunisia F19, Hammamet                      | Terra rossa   | Mariano Kestelboim     | Cristian Carli Nicolò Turchetti                  | 6-0, 6-1            |
| 21. | 13 agosto 2017    | Italy F25, Cornaiano                       | Terra rossa   | David Pel              | Gianluca di Nicola Lorenzo Sonego                | 6-3, 6-2            |
| 22. | 17 dicembre 2017  | Tunisia F39, Hammamet                      | Terra rossa   | Raul Brancaccio        | Marco Bortolotti Oriol Roca Batalla              | 7-6(5), 6-2         |
| 23. | 24 dicembre 2017  | Hong Kong F4, Hong Kong                    | Cemento       | Chen Ti                | Shintaro Imai Kim Cheong-eui                     | 4-6, 7-5, [10-8]    |
| 24. | 6 maggio 2018     | Prosperita Open, Ostrava                   | Terra rossa   | Attila Balázs          | Lukáš Rosol Serhij Stachovs'kyj                  | 6-0, 7-5            |
| 25. | 10 giugno 2018    | Shymkent Challenger, Şımkent               | Terra rossa   | Lorenzo Giustino       | Lucas Miedler Sebastian Ofner                    | 6-2, 7-6(4)         |
| 26. | 18 novembre 2018  | Kobe Challenger, Kōbe                      | Cemento (i)   | Akira Santillan        | Li Zhe Gō Soeda                                  | 2-6, 6-4, [12-10]   |
| 27. | 16 dicembre 2018  | Qatar F5, Doha                             | Cemento       | Bernardo Saraiva       | Adelchi Virgili Mubarak Shannan Zayid            | 4-6, 6-3, [13-11]   |
| 28. | 24 febbraio 2019  | Bangkok Challenger II, Bangkok             | Cemento       | Li Zhe                 | Enrique López Pérez Hiroki Moriya                | 6-2, 6-1            |
| 29. | 19 maggio 2019    | Samarkand Challenger, Samarcanda           | Terra rossa   | Andrėj Vasileŭski      | Sergey Fomin Tejmuraz Gabašvili                  | 3-6, 6-3, [10-4]    |
| 30. | 2 giugno 2019     | Internazionali Città di Vicenza, Vicenza   | Terra rossa   | Andrėj Vasileŭski      | Fabrício Neis Fernando Romboli                   | 6-3, 6-4            |
| 31. | 7 luglio 2019     | Guzzini Challenger, Recanati               | Cemento       | Ramkumar Ramanathan    | David Vega Hernández Andrea Vavassori            | 6-2, 6-4            |
| 32. | 9 febbraio 2020   | RBC Tennis Championships of Dallas, Dallas | Cemento (i)   | Dennis Novikov         | Luis David Martínez Miguel Ángel Reyes Varela    | 6-3, 6-4            |
| 33. | 8 marzo 2020      | Monterrey Challenger, Monterrey            | Cemento       | Karol Drzewiecki       | Orlando Luz Rafael Matos                         | 6(5)-7, 6-4, [11-9] |
| 34. | 18 ottobre 2020   | Lisboa Belém Open, Lisbona                 | Terra rossa   | Roberto Cid Subervi    | Harri Heliövaara Zdeněk Kolář                    | 7-6(5), 4-6, [10-4] |
| 35. | 21 marzo 2021     | Challenger de Santiago, Santiago del Cile  | Terra rossa   | Luis David Martínez    | Rafael Matos Felipe Meligeni Rodrigues Alves     | 7-5, 6-1            |
| 36. | 19 giugno 2021    | Czech Open, Prostějov                      | Terra rossa   | Oleksandr Nedovjesov   | Roman Jebavý Zdeněk Kolář                        | 1-6, 7-6(5), [10-6] |
| 37. | 30 ottobre 2021   | Lima Challenger II, Lima                   | Terra rossa   | Sergio Galdós          | Marcelo Tomás Barrios Vera Alejandro Tabilo      | 6-2, 2-6, [10-5]    |
| 38. | 1º ottobre 2022   | Lisboa Belém Open, Lisbona                 | Terra rossa   | Zdeněk Kolář           | Vladyslav Manafov Oleg Prihodko                  | 6-1, 7-6(4)         |
| 39. | 18 marzo 2023     | M25, Portimao                              | Cemento       | Jason Taylor           | Billy Harris Akira Santillan                     | 6-3, 6-2            |

##### Sconfitte (37)
| Legenda tornei minori |
| Challenger (17)       |
| Futures (20)          |

| N.  | Data              | Torneo                                            | Superficie      | Compagno                    | Avversari in finale                          | Punteggio            |
| 1.  | 5 maggio 2013     | Spain F12, Balaguer                               | Terra rossa     | Jesper Korsbaek Jensen      | Alexander Slabinsky Ferran Ventura Martell   | 6-3, 3-6, [9-11]     |
| 2.  | 9 marzo 2014      | Spain F5, Reus                                    | Terra rossa     | Ivan Gomez Mantilla         | Jason Kubler Pol Toledo Bague                | 4-6, 1-6             |
| 3.  | 3 agosto 2014     | Slovakia F3, Piešťany                             | Terra rossa     | Danylo Kalenichenko         | Karol Beck Filipp Kekercheni                 | 2-6, 6-2, [8-10]     |
| 4.  | 31 agosto 2014    | Austria F9, Tabarka                               | Terra rossa     | Daniel Uhlig                | Sebastian Bader Tristan-Samuel Weissborn     | 4-6, 6(3)-7          |
| 5.  | 28 settembre 2014 | Italy F33, Pula                                   | Terra rossa     | Gianluca Mager              | Omar Giacalone Pietro Rondoni                | 5-7, 1-6             |
| 6.  | 1 febbraio 2015   | Spain F1, Castelldefels                           | Terra rossa     | Jake Eames                  | Sergio Martos Gornés Pol Toledo Bagué        | 2-6, 3-6             |
| 7.  | 24 maggio 2015    | Italy F10, Bergamo                                | Terra rossa     | Alexandre Sidorenko         | Riccardo Bonadio Pietro Rondoni              | 4-6, 3-6             |
| 8.  | 21 giugno 2015    | Slovenia F3, Litija                               | Terra rossa     | Cristóbal Saavedra Corvalán | Filip Brtnický Dominik Suc                   | 5-7, 6-2, [5-10]     |
| 9.  | 18 ottobre 2015   | France F22, Saint-Dizier                          | Cemento (i)     | Ronan Joncour               | Sander Arends Niels Lootsma                  | 5-7, 6(8)-7          |
| 10. | 6 dicembre 2015   | Dominican Republic F1, Santiago de los Caballeros | Terra rossa     | Peter Torebko               | Max Schnur Raleigh Smith                     | 6(7)-7, 2-6          |
| 11. | 6 marzo 2016      | Spain F6, Tarragona                               | Terra rossa     | Akira Santillan             | Marc López Jaume Munar                       | 7-6(4), 3-6, [7-10]  |
| 12. | 1 maggio 2016     | France F9, Grasse                                 | Terra rossa     | Marc Fornell Mestres        | Maxime Authom Andreas Beck                   | 4-6, 3-6             |
| 13. | 3 luglio 2016     | Italy F18, Albinea                                | Terra rossa     | Federico Maccari            | Andrea Basso Francesco Moncagatto            | 6(4)-7, 3-6          |
| 14. | 11 settembre 2016 | Spain F29, Oviedo                                 | Terra rossa     | Marc Fornell Mestres        | Eduard Esteve Lobato Jean-Marc Werner        | 1-6, 1-6             |
| 15. | 9 ottobre 2016    | Portugal F12, Porto                               | Terra rossa     | Marc Fornell Mestres        | Frederico Gil Marc Giner                     | 6-3, 3-6, [3-10]     |
| 16. | 6 novembre 2016   | Tunisia F30, Hammamet                             | Terra rossa     | Lukas Mugevičius            | Felipe Cunha Silva Frederico Gil             | 6(2)-7, 6(5)-7       |
| 17. | 11 dicembre 2016  | Tunisia F35, Hammamet                             | Terra rossa     | Filipp Kekercheni           | Filippo Baldi Alessandro Petrone             | 6-1, 3-6, [9-11]     |
| 18. | 9 aprile 2017     | Portugal F5, Quinta da Marinha                    | Terra rossa     | Marat Deviatiarov           | Clément Geens Jeroen Vanneste                | 1-6, 6-4, [4-10]     |
| 19. | 11 giugno 2017    | Tunisia F22, Hammamet                             | Terra rossa     | Moez Echargui               | Aziz Dougaz Skander Mansouri                 | 6(4)-7, 1-6          |
| 20. | 18 giugno 2017    | Lisboa Belém Open, Lisbona                        | Terra rossa     | Frederico Gil               | Christopher Rungkat Ruan Roelofse            | 6(7)-7, 1-6          |
| 21. | 18 giugno 2017    | Poznań Open, Poznań                               | Terra rossa     | Tomasz Bednarek             | Guido Andreozzi Jaume Munar                  | 7-6(4), 3-6, [4-10]  |
| 22. | 29 ottobre 2017   | Lima Challenger, Lima                             | Terra rossa     | Grzegorz Panfil             | Miguel Ángel Reyes Varela Blaž Rola          | 5-7, 3-6             |
| 23. | 7 gennaio 2018    | Bangkok Challenger, Bangkok                       | Cemento         | Zdeněk Kolář                | Marcel Granollers Gerard Granollers Pujol    | 3-6, 6(6)-7          |
| 24. | 15 luglio 2018    | Båstad Challenger, Båstad                         | Terra rossa     | Zdeněk Kolář                | Harri Heliövaara Henri Laaksonen             | 4-6, 3-6             |
| 25. | 22 luglio 2018    | The Hague Open, Scheveningen                      | Terra rossa     | Luis David Martínez         | Ruben Gonzales Nathaniel Lammons             | 3-6, 7-6(8), [5-10]  |
| 26. | 9 settembre 2018  | Cassis Open Provence, Cassis                      | Cemento         | Marc-Andrea Hüsler          | Matt Reid Serhij Stachovs'kyj                | 2-6, 3-6             |
| 27. | 9 dicembre 2018   | Qatar F4, Doha                                    | Cemento         | Bernardo Saraiva            | Alexander Igoshin Evgeny Tyurnev             | 6(12)-7, 3-6         |
| 28. | 6 gennaio 2019    | Orlando Open, Orlando                             | Cemento         | Andrea Vavassori            | Romain Arneodo Andrėj Vasileŭski             | 6(2)-7, 6-2, [13-15] |
| 29. | 17 marzo 2019     | Pingshan Open, Shenzhen                           | Cemento         | Li Zhe                      | Hsieh Cheng-peng Christopher Rungkat         | 4-6, 6-3, [6-10]     |
| 30. | 12 maggio 2019    | Shymkent Challenger, Şımkent                      | Terra rossa     | Andrėj Vasileŭski           | Jurij Rodionov Emil Ruusuvuori               | 4-6, 6-3, [8-10]     |
| 31. | 9 giugno 2019     | Almaty Challenger, Almaty                         | Terra rossa     | Andrėj Vasileŭski           | Andrej Martin Hans Podlipnik-Castillo        | 6(4)-7, 6-3, [8-10]  |
| 32. | 23 febbraio 2020  | Challenger de Drummondville, Drummondville        | Cemento (i)     | Roberto Cid Subervi         | Manuel Guinard Arthur Rinderknech            | 6(4)-7, 6(3)-7       |
| 33. | 30 agosto 2020    | Prague Open II, Praga                             | Terra rossa     | André Göransson             | Sander Arends David Pel                      | 5-7, 6(5)-7          |
| 34. | 17 luglio 2021    | Dutch Open, Amersfoort                            | Terra rossa     | Sergio Galdós               | Luca Castelnuovo Manuel Guinard              | 6-0, 4-6, [9-11]     |
| 35. | 21 agosto 2021    | Internazionali di Tennis Verona, Verona           | Terra rossa     | Luca Margaroli              | Sadio Doumbia Fabien Reboul                  | 5-7, 6-4, [6-10]     |
| 36. | 11 dicembre 2021  | Maia Challenger I, Maia                           | Terra rossa (i) | Andrej Martin               | Nuno Borges Francisco Cabral                 | 3-6, 4-6             |
| 37. | 23 aprile 2022    | San Marcos Open Aguascalientes, Aguascalientes    | Terra rossa     | Divij Sharan                | Miguel Ángel Reyes Varela Nicolás Barrientos | 5-7, 3-6             |